# Издънкова полевица
Издънковата полевица (Agrostis stolonifera) е вид растение от семейство Житни (Poaceae). Видът е незастрашен от изчезване.

## Разпространение
Разпространен е в Афганистан, Албания, Алжир, Андора, Австрия, Беларус, Белгия, Бутан, Босна и Херцеговина, България, Чад, Китай, Колумбия, Коста Рика, Хърватия, Кипър, Чехия, Дания, Египет, Естония, Фарьорски острови, Финландия, Франция, Френска Полинезия, Френски южни и антарктически територии, Грузия, Германия, Гърция, Гърнзи, Унгария, Исландия, Иран, Ирак, Ирландия, Остров Ман, Италия, Джърси, Казахстан, Република Корея, Латвия, Ливан, Либия, Лихтенщайн, Литва, Люксембург, Македония, Малта, Молдова, Монако, Монголия, Черна гора, Мароко, Непал, Холандия, Норвегия, Пакистан, Палестина, Полша, Португалия, Румъния, Русия, Сърбия, Словакия, Словения, Испания, Шри Ланка, Швеция, Швейцария, Тунис, Турция, Туркменистан, Украйна и Великобритания.